# فيليب هولم
فيليب هولم (بالسويدية: Philip Holm)‏ هو لاعب هوكي الجليد سويدي، ولد في 8 ديسمبر 1991 في ستوكهولم في السويد.

## وصلات خارجية
- فيليب هولم على موقع دوري الهوكي الوطني (الإنجليزية)
- فيليب هولم على موقع دوري الهوكي للقارات (الإنجليزية)
- فيليب هولم على موقع EliteProspects.com (الإنجليزية)
- فيليب هولم على موقع Eurohockey.com (الإنجليزية)
- فيليب هولم على موقع HockeyDB.com (الإنجليزية)
- فيليب هولم على موقع Hockey-Reference.com (الإنجليزية)
- فيليب هولم على موقع أوليمبيديا (الإنجليزية)
- فيليب هولم على موقع اللجنة الأولمبية السويدية (السويدية)